# Đảo Olkhon
Olkhon (tiếng Nga: Ольхо́н, còn được phiên âm là Olchon) là đảo hồ lớn thứ tư trên thế giới. Nó cũng là đảo lớn nhất trong hồ Baikal (hồ nước ngọt lớn nhất thế giới) ở đông Siberia, với diện tích 730 km vuông. Về mặt cấu trúc, hòn đảo như là một ranh giới tây nam của dãy Academician. Đảo Olkhon có chiều dài 71,5 km và rộng 20,8 km.
Có hai phiên bản về nguồn gốc tên hòn đảo này, và cả hai đều bắt nguồn từ ngôn ngữ của người Buryat, người dân bản địa của hòn đảo. Đầu tiên là nguồn gốc từ oyhon - gỗ và nguồn gốc khác là bắt nguồn từ olhan - khô. Vấn đề này vẫn được bàn cãi, mặc dù cả hai từ đều mô tả thực tế của hòn đảo. Phần lớn hòn đảo được bảo phủ bởi rừng và lượng mưa ở đây là cực kỳ thấp, chỉ khoảng 240 mm mỗi năm.

## Lịch sử
Hòn đảo có lịch sử cư trú lâu đời của con người. Kurykans là những người bản địa gốc, họ là tổ tiên ngày nay của hai nhóm dân tộc Buryat và Yakuts. Một nhà thám hiểm người Nga là người đầu tiên ghé thăm hòn đảo vào thế kỷ 17.

## Địa lý
Olkhon có sự kết hợp mạnh mẽ của địa hình và là địa danh khảo cổ học nổi tiếng. Bờ phía đông là núi dốc, nằm ở độ cao 1.276 m (4.186 ft) so với mực nước biển. Núi Zhima là điểm cao nhất tại hòn đảo, với độ cao  818 m (2.684 ft) so với mặt nước hồ Baikal. Hòn đảo có diện tích đủ lớn để có những hồ nước khác, với sự kết hợp của rừng taiga, thảo nguyên và cả sa mạc. Có một eo biển sâu, ngăn cách đảo với phần đất liền.
Hòn đảo là kết quả của hàng triệu năm kiến tạo tạo thành kênh trũng (Maloe More và Cổng Olkhon) giữa phần đất với khối đá hình thành lên đảo. Các sườn núi cho thấy các đỉnh nhô lên theo chiều dọc của Trái Đất.

## Dân số
Dân số trên đảo ít hơn 1.500 người, chủ yếu là người Buryat, những người bản địa của hòn đảo.
Một số khu định cư và làng mạc trên đảo như: Yalga, Malomorets, Khuzhir, Kharantsy, và Ulan-Khushin. Khuzhir là trung tâm hành chính của hòn đảo, được chỉ định vào tháng 4 năm 1987, khi chính phủ Liên Xô ban hành một nghị định toàn diện về việc bảo vệ hồ Baikal. Ngôi làng có khoảng 1.200 người, tự hào khi có một bảo tàng lịch sử tự nhiên địa phương phong phú.

## Kinh tế

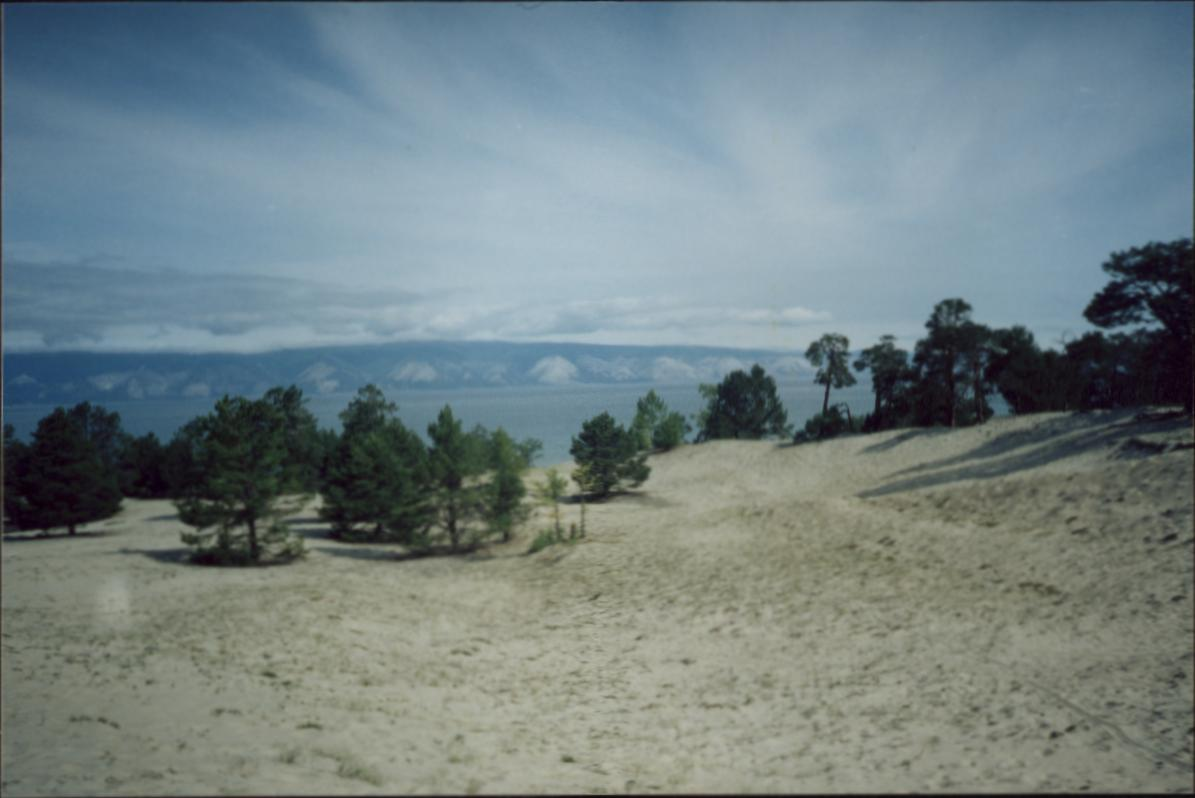
Cảnh quan sa mạc trên đảo Olkhon.

Hầu hết dân cư trên đảo là các ngư dân, nông dân, chủ trang trại hoặc người chăn nuôi gia súc. Do ngày càng có nhiều khách du lịch trên thế giới ghé thăm hồ Baikal cũng như hòn đảo, nên ngày càng có nhiều cư dân làm việc trong lĩnh vực du lịch. Nó đã đem lại thu nhập tốt cho người dân và trở thành một phần quan trọng trong kinh tế của hòn đảo.

## Văn hóa
Những người Buryat bản địa là tín đồ của Saman giáo, họ tin rằng hòn đảo là một nơi linh thiêng. Một nhóm các vị thần được tôn kính gọi là noyod oikony - Mười ba lãnh chúa của Olkhon. Trên bờ phía tây của hòn đảo, gần làng Khuzhir là một di tích nổi tiếng được biết đến với tên gọi là Shamanka hoặc đá của Shaman. Cư dân bản địa tin rằng, thần Burkhan, tôn giáo hiện đại của những người Altai, sống trong hang đá này. Olkhon được coi là trung tâm của văn hóa  Kurumchinskay phát triển từ thế kỷ 6 đến 10.
Bảo tàng ở Olkhon được đặt theo tên của Revyakin là cuộc triển lãm về văn hóa dân tộc bản địa, với bộ sưu tập về tẩu thuốc và ấm đun nước cổ.

## Địa điểm yêu thích
- Khuzhir: địa điểm dân cư chính trên đảo, nơi có cửa hàng và nhà dân.[5]
- Bảo tàng Lịch sử Quốc gia Revyakin: nằm tại Khuzhir, là nơi trưng bày những bộ sưu tập lịch sử liên quan đến cuộc sống và văn hóa người dân bản địa Olkhon từ thời kỳ đồ đá cho đến nay. Tại đây, du khách có thể thấy những mũi tên đá, phù hiệu lính Mông Cổ, vật liệu sử dụng trong nghi thức hỏa táng, vật dụng, các nhân vật lưu vong trên đảo trong thời kỳ Xô Viết và cả những hệ động thực vật độc đáo chỉ có duy nhất ở Olkhon. Bảo tàng ban đầu được đặt theo tên của nhà địa chất học nổi tiếng chuyên nghiên cứu về Siberia và Trung Á, Vladimir Obruchev. Tuy nhiên, sau đó nó đã được đặt theo tên của người sáng lập ra bảo tàng, một giáo viên địa lý có tên N.M. Revyakin.
- Làng Peschanaya: Một khu định cư bỏ hoang với những cồn cát đẹp như tranh vẽ.[6] Tại đây có một nhà máy cá (Trại cải tạo lao động của Liên Xô) là nơi làm việc của những tù nhân trong thời kỳ Xô Viết. Tuy nhiên, sau cái chết của Stalin, tù nhân được ân xá, nhà máy bị bỏ hoang vào những năm 1950.[7]
- Đá Ba Anh Em hay Mũi Sagaan-Khushun: Là một di tích tự nhiên, điểm tham quan nổi tiếng[8], nó bao gồm ba tảng đá lớn đứng thành một hàng nhìn ra hồ Baikal. Theo một truyền thuyết của những già làng người Buryat, có ba anh em sống trên hòn đảo, cha của họ là một người có quyền lực siêu nhiên. Trong một lần, ông đã biến cho họ có thêm đôi cánh của đại bàng, nhưng với điều kiện là họ không được ăn xác chết. Ba anh em họ vô cùng hạnh phúc với đôi cánh được bay lượn tự do như đại bàng và họ đã quyết định bay vòng quanh đảo sau khi đã hứa. Tuy nhiên, sau khi bay vòng quanh đảo, họ cảm thấy đói và tìm thấy một con vật chết. Mặc dù đã hứa nhưng ba anh em đã ăn thịt xác chết này. Khi người cha biết đã vô cùng tức giận liền biến ba anh em họ thành ba tảng đá như ngày nay.[5]
- Mũi Khoboy: Điểm tận cùng về phía bắc của hòn đảo. Tên của nó trong tiếng Buryat nghĩa là "răng nanh" vì hình dạng của nó, một tảng đá cẩm thạch hướng theo chiều dọc giống như một chiếc răng nanh.[8]
- Mũi Khargoy[8] nổi tiếng với phần còn lại của bức tường đá cổ xưa của người Kurykan. Bức tường là một trong số những kiến trúc cổ được bảo tồn tốt nhất trên đảo, với những phiến đá to không sử dụng bất kỳ vật liệu kết dính nào. Nó dài 185 mét, và một số đoạn có chiều cao từ 1,5-2 mét. Bức tường của người Kurykan lần đầu tiên được phát hiện và mô tả vào năm 1879 bởi nhà địa chất học Jan Czerski.

## Mối nguy hại

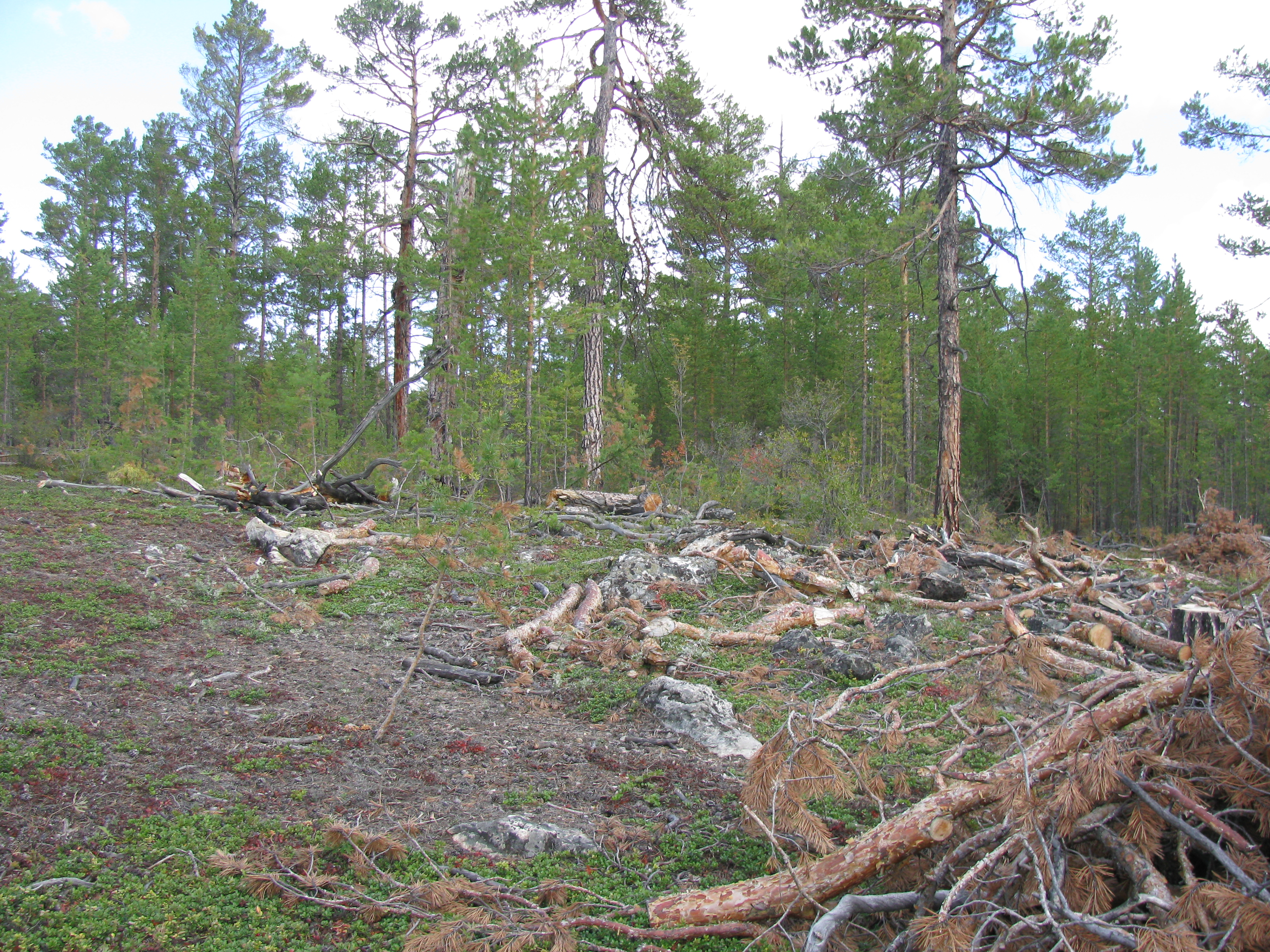
Mảnh đất trơ trọi sau khi rừng bị chặt phá ở Olkhon.

Nguy hại lớn nhất đối với hòn đảo chính là rác thải sinh hoạt. Rác thải được chất thành đống lớn trong rừng gần Khuzhir. Với sự gia tăng của khách du lịch, lượng rác thải vượt quá tầm kiểm soát, cùng với nhiều loại rác thải khó xử lý xuất hiện.
Vấn đề khác chính là việc chặt phá rừng bất hợp pháp của người dân địa phương. Một mạng lưới các con đường vận chuyển gỗ ở các khu vực xung quanh dẫn từ các sườn núi về Khuzhir. Gỗ bị chặt phá vào ban đêm khiến ngày càng nhiều đất trống đồi trọc, kéo theo nhiều mối nguy hại khác về thiên tai.